# Ludwig Bledow
Ludwig Erdmann Bledow foi um proeminente jogador de xadrez co-fundador do grupo Plêiades de Berlim e fundadorda revista de xadrez Schachzeitung der Berliner Schachgesellschaft, que mais tarde se tornou a Deutsche Schachzeitung. Vários detalhes das regras do xadrez ainda não haviam sido universalizados na época e Bledow, influenciado por Karl Schorn, concordou que um jogador poderia ter múltiplas damas no tabuleiro como resultado da Promoção dos peão que estava de acordo com as regras francesas e inglesas da época. Ele também foi defensor da regra da peça tocada.
Bledow escreveu uma carta para Tassilo von Heydebrand und der Lasa propondo uma torneio internacional a ser realizado em Trier, sendo carta impressa na Deutsche Schachzeitung em 1848, dois anos após a morte de Bledow que tinha a intenção que o vencedor da competição fosse considerado campeão mundial. Tais notícias estimularam Howard Staunton a organizar o Torneio de xadrez de Londres de 1851, que foi de fato o primeiro torneio internacional de xadrez.  Em 1851, os membros ainda vivos das Plêiades de Berlim indicaram Adolf Anderssen a representar a Alemanha no torneio em Londres.